# Amphidraus
Amphidraus es un género de arañas araneomorfas de la familia Salticidae. Se encuentra en Sudamérica.   

## Lista de especies
Según The World Spider Catalog 13.5:
- Amphidraus argentinensis Galiano, 1997
- Amphidraus auriga Simon, 1900
- Amphidraus complexus Zhang & Maddison, 2012
- Amphidraus duckei Galiano, 1967
- Amphidraus santanae Galiano, 1967